# Przykopa (dopływ Dunajca)
Moczydłowy, Przykopa, Kręty Potok – potok, prawy dopływ Dunajca. Powstaje w Dursztynie na Kotlinie Orawsko-Nowotarskiej, przez Dursztyn płynie w kierunku północno-zachodnim, w Krempachach zmienia kierunek na północny, następnie północno-wschodni. Przepływa przez Frydman i rozgałęzia się na dwie odnogi: Opusta Wyżna i Opusta Niżna, które uchodzą do Zbiornika Czorsztyńskiego.
Koryto Moczydłowego tworzy liczne meandry, z tego też względu na dawnych mapach potok nazywany była Krętym Potokiem. Górny bieg od Dursztyna od centrum miejscowości Krempachy ma nazwę Dursztyński Potok lub Durściański Potok. W aktualnym ujęciu według Geoportalu brak Dursztyńskigo Potoku, cały ciek od źródła w Dursztynie po ujście do Jeziora Czorsztyńskiego to potok Moczydłowy.
Główne dopływy: Średni Potoczek, Gręcinowy, Przeczny Potok (Sprzycnie), Drugi Potok, Pierwszy Potok. W Krempachach od Przykopy odbiega we wschodnim kierunku rów (młynówka) łączący Moczydłowy z rzeką Białką. Wzdłuż Moczydłowego, po jego prawej stronie, prowadzi droga z Frydmanu do Krempach droga.